# Peperomia leucorrhachis
Peperomia leucorrhachis är en pepparväxtart som beskrevs av Sod. ex. C. Dc.. Peperomia leucorrhachis ingår i släktet peperomior, och familjen pepparväxter. Inga underarter finns listade i Catalogue of Life.